# Clara Buntin

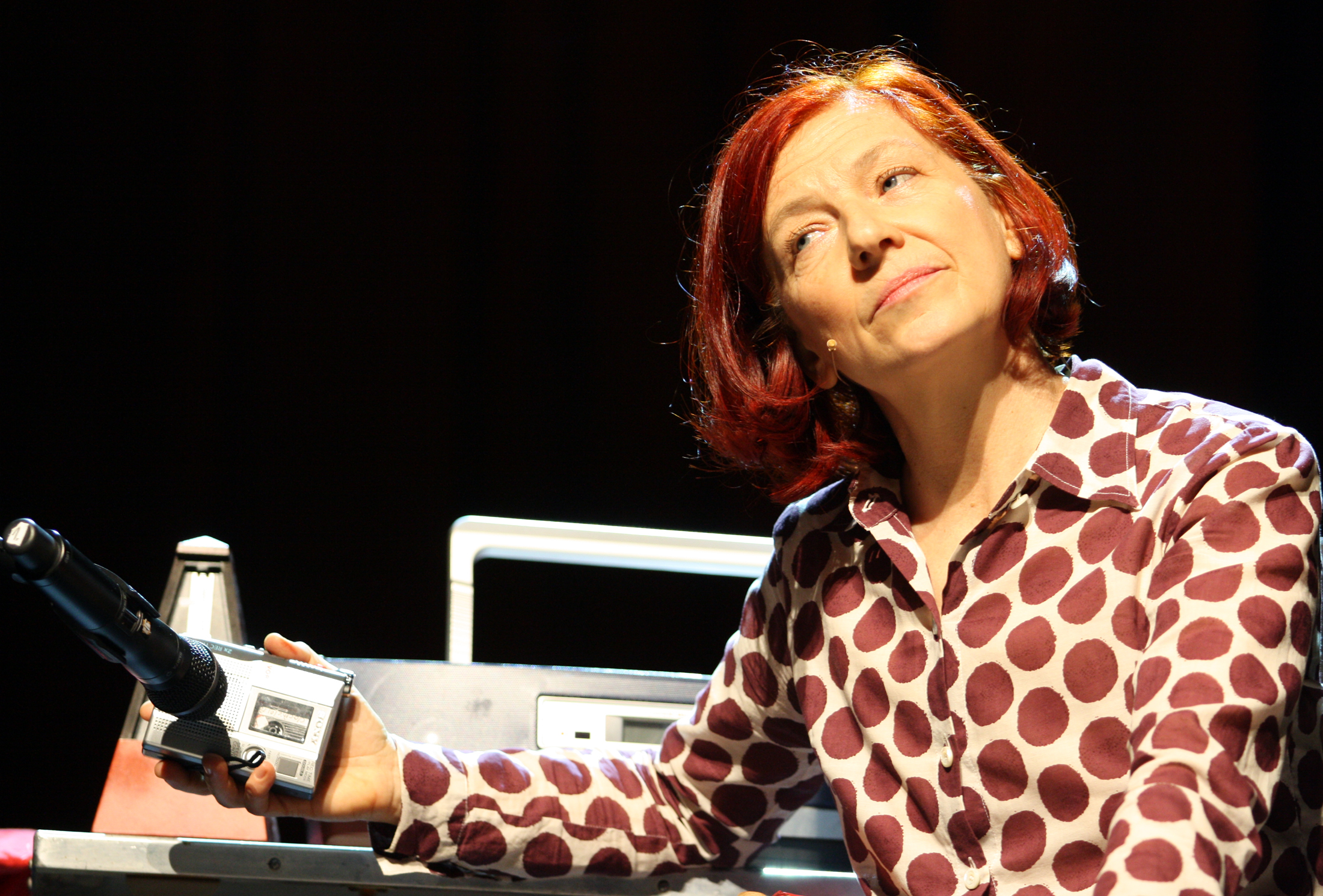
Clara Buntin lauscht der „zweiten Clara“ (2012, Freiburger Kulturbörse)

Clara Buntin (* im 20. Jahrhundert in München) ist Musikerin und Schauspielerin.

## Leben
Aufgewachsen ist sie in München als Tochter einer argentinisch-italienischen Mutter und eines ostpreussisch-litauischen Vaters.
Heute (2012) lebt sie in Zürich. Seit 1985 (A-Cappella-Gruppe „The Sophisticrats“) ist sie im Bereich Musik und Kabarett aktiv. Ab 1989 experimentierte sie mit Super 8 Trickfilmen. Seit 2006 tritt sie mit Solo-Programmen (z. B. „Stimmfilmcabaret“) auf. Ihr Programm „Ich und Clara“ ist eine Mischung aus Klassik und Rap und besteht aus Musik und eigenen Super-8-Filmen (aus der Wendezeit ca. 1990).

## TV-Auftritte
- RAI – Torino
- SF – Karussell
- TV Cannes – Festival d’Humour
- TV Normandie
- TV Weiß-Blau – München

## Auszeichnungen
- Prix de L`Humour (1989)
- Coup de Coeur (1988)